# 1099 dans les croisades

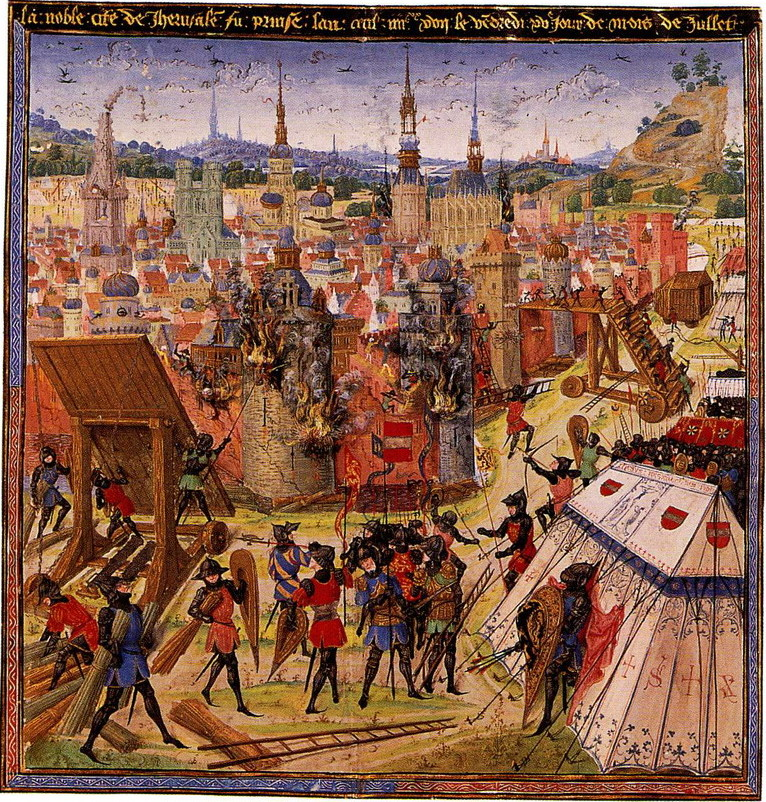
Prise de Jérusalem

Cette page regroupe les évènements concernant les Croisades qui sont survenus en 1099 :

## Évènements
- 13 janvier : l'armée croisée quitte Antioche en direction de Jérusalem[1].
- 7 juin : début du siège de Jérusalem[1].
- 13 juin : premier assaut contre Jérusalem[1].
- 17 juin : une escadre génoise prend Jaffa et ravitaille les croisés assiégeant Jérusalem[1].
- 15 juillet : les croisés prennent Jérusalem[2].
- 22 juillet : Godefroy de Bouillon reçoit la garde de Jérusalem, mais préfère le titre d'avoué du Saint Sépulcre à celui de roi de Jérusalem[2].
- 25 juillet : prise de Naplouse par les croisés[2].
- 12 août : les Francs mettent en déroute devant Ascalon une armée fatimide cherchant à reprendre Jérusalem[2].
- septembre : Bohémond de Tarente, prince d'Antioche, échoue à prendre Lattakié aux Byzantins[2].
- 31 décembre : Daimbert de Pise est nommé patriarche de Jérusalem[2].
- Tancrède de Hauteville conquiert la Galilée et devient prince de Galilée[2].

## Décès
- 20 avril : Pierre Barthélemy